# Maer
Maer es una parroquia civil y un pueblo del distrito de Newcastle-under-Lyme, en el condado de Staffordshire (Inglaterra).

## Geografía
Según la Oficina Nacional de Estadística británica, Maer tiene una superficie de 15,22 km².

## Demografía
Según el censo de 2001, Maer tenía 484 habitantes (52,07% varones, 47,93% mujeres) y una densidad de población de 31,8 hab/km². El 14,05% eran menores de 16 años, el 78,51% tenían entre 16 y 74, y el 7,44% eran mayores de 74. La media de edad era de 43,66 años. Del total de habitantes con 16 o más años, el 21,39% estaban solteros, el 65,38% casados, y el 13,22% divorciados o viudos.
Según su grupo étnico, el 99,38% de los habitantes eran blancos y el 0,62% mestizos. La mayor parte (95,66%) eran originarios del Reino Unido. El resto de países europeos englobaban al 2,07% de la población, mientras que el 2,27% había nacido en cualquier otro lugar. El cristianismo era profesado por el 85,54%, mientras que el 7,64% no eran religiosos y el 6,82% no marcaron ninguna opción en el censo.
Había 203 hogares con residentes, 8 vacíos, y 4 eran alojamientos vacacionales o segundas residencias.